# Distrito de Eduardo Villanueva
El distrito de Eduardo Villanueva está ubicada dentro de la provincia de San Marcos, Departamento de Cajamarca, bajo la administración del Gobierno Regional de Cajamarca, en el Perú. 
Desde el punto de vista jerárquico de la Iglesia católica forma parte de la Diócesis de Cajamarca, sufragánea de la Arquidiócesis de Trujillo.

## Historia
Mediante Ley N° 23508 del 11 de diciembre de 1982, en el gobierno del Presidente Fernando Belaúnde, se crea la Provincia de San Marcos, que incluye a los distritos de San Marcos, Ichocán, Paucamarca, Shirac y La Grama.
Según Ley 24044, del 27 de diciembre de 1984, en el segundo gobierno del Presidente Fernando Belaúnde, se crea un distrito más y se cambian los nombres de los distritos, mas no las capitales, quedando el poblado de La Grama como capital del nuevo Distrito de Eduardo Villanueva.

## Geografía
Abarca una superficie de 63,13 km² y está habitado por unas 2 472 personas según el censo del 2005. Geopolíticamente está conformado por los centros poblados de Campo Alegre y Aguas Calientes y los caseríos de Colpón, Huacacorral, Choropampa y el Chirimoyo.

## Capital
La capital del distrito es el poblado de La Grama, ubicado a 1 990 m s. n. m.

## Lugares de interés
- Aguas Calientes: Es un centro poblado que cuenta con aguas termales. La temperatura de sus aguas es de 45 grados. Se accede por la ruta San Marcos-Cajabamba. El lugar cuenta con los servicios de restaurante y hospedaje.[4]

## Autoridades

### Municipales
- 2019 - 2022[5]
  - Alcalde: Víctor Eduardo Olano Iparraguirre, de Alianza para el Progreso.
  - Regidores:

  1. Eber Orlando Espinoza Mendoza (Alianza para el Progreso)
  2. Ruth Liliana Calderón Rodríguez (Alianza para el Progreso)
  3. Víctor Hugo Alvarado Camacho (Alianza para el Progreso)
  4. Vicente Hermójenes Angulo Romero (Alianza para el Progreso)
  5. Wilberto Bautista Alcalde (Frente Regional de Cajamarca)

Alcaldes anteriores
- 1987 - 1989: Wilder Rojas Carrera, del Partido Aprista Peruano.
- 1990 - 1992: Rosario Paredes Quiroz, del Fredemo.
- 1993 - 1995: Juan Tirado Vásquez, del Partido Aprista Peruano.
- 1996 - 1998: José Luis Mosquera Huatay, de L.I. Nro 11 Cambio y Solución.
- 1999 - 2002: Antolino Acosta Espinoza, del Movimiento Independiente Vamos Vecino.
- 2007 - 2010: Antolino Acosta Espinoza, de la Agrupación Independiente Sí Cumple.
- 2011 - 2014:[7] Víctor Eduardo Olano Iparraguirre, de Alianza para el Progreso.
- 2015 - 2018: José Noé Hoyos Rodríguez, del Movimiento Regional Fuerza Social Cajamarca.

### Policiales
- Comisario:  PNP.

## Festividades
- Fiesta en honor al patrón San Juan: en julio.
- Fiesta de carnaval